# Heinrich Curschmann
Heinrich Curschmann (Gießen, 28 de junho de 1846 — Leipzig, 6 de maio de 1910) foi um médico clínico alemão.
Antes de 1888 Curschmann trabalhou em hospitais em Berlim e Hamburgo, quando tornou-se então professor da Universidade de Leipzig.
Curschmann é lembrado pela sua produção de 1894 do Klinische Abbildungen (Ilustrações Clínicas), considerado um grande trabalho pioneiro em fotografia médica. É uma coleção de fotos envolvendo mudanças da forma humana exterior causadas por doenças internas.
O nome de Curschmann é usado como epônimo de diversos termos médicos, incluindo a "doença de Curschmann", também conhecida como hyaloserositis de fígado; trocar de Curschmann, um instrumento médico; e as espirais de Curschmann, que são fibrilas mucosas enroladas encontradas algumas vezes no sputum em asma.